# Addington Highlands
Addington Highlands es un municipio canadiense situado en la provincia de Ontario.

## Superficie
Addington Highlands tiene una superficie de 1293,99 km².

## Demografía
En 2021, tenía 2534 habitantes, una densidad poblacional de 2 hab./km², y 2052 viviendas.